# Kelly Slater
Kelly Slater, rodným jménem Robert Kelly Slater ( *11. února 1972, Cocoa Beach, Florida, USA) je americký profesionální surfař. Jde o jedenáctinásobného světového šampiona, který je sponzorován od roku 1999 firmou Quiksilver. Jako jedinému se mu podařilo získat tento titul 11krát. Stal se také nejmladším (ve 20 letech) a zároveň nejstarším (v 39 letech) šampionem.
V roce 2003 a 2004 závodil na X-Games. V květnu 2005 se pak objevil ve finále Billabong Tahiti Pro contest v Teahupoo. Stal vítězem poté, co zajel dvě perfektní jízdy s celkovým skóre 20 bodů z 20 možných v dvouvlnovém bodovacím systému (což je pocta rovnající se rekordu vytvořeného Shanem Beschenem v třívlnovém systému v roce 1996.) V roce 2006 vyrovnal Toma Currena v počtu profesionálních vítězství na závodě Rip Curl Pro na Bells Beach, a v září roku 2007 následně Currena překonal vítězstvím v závodu Boost Mobile Pro v Trestles. Objevil se také v jedné epizodě The Girls Next Door, aby naučil holky surfovat a mohl se zúčastnit večírku.

## Životopis

### Mládí a rodina
Narodil se jako "Robert K. Slater" 11. února, 1972 v Cocoa Beach na Floridě.
Videohra Kelly Slater's Pro Surfer od Treyarch a Activision byla vydána 17. září 2002 (předtím se objevil jako jedna z postav ve hře Tony Hawk's Pro Skater 3). V roce 2003 vydal autobiografii s názvem Pipe Dreams. Roku 1999 se objevil po boku zpěvačky skupiny Garbage, Shirley Manson v klipu singlu této skupiny "You Look So Fine". Hrál zde muže vyplaveného na břeh, zachráněného právě Manson.

### Osobní život
Dříve býval romanticky spojován s Pamelou Anderson, brazilskou supermodelkou Gisele Bündchen, Cameron Diaz (po jejím rozchodu s Justinem Timberlakem) a v poslední době také s izraelskou supermodelkou Bar Rafaeli.
Jeho nejoblíbenější vlny jsou Pipeline na Havaji, v Kiře, Austrálii, a Soup Bowls na Barbadosu. Také prý miluje vlny na Dee Why Point.
Ve svém volném čase hraje na kytaru, v devadesátých letech založil kapelu The Surfers, která vydala album, Songs From the Pipe. Zahrál si také s Benem Harperem během Harperova koncertu v Santa Barbaře, v Kalifornii, 15. srpna, 2006. 7. července téhož roku zahrál také s grunge kapelou Pearl Jam píseň "Rockin' in The Free World" v San Diegu. Slater je velmi dobrý přítel frontmana Eddieho Veddera. Stal se vášnivým a uznávaným golfistou.
Je velmi zanícený co se týče globální ochrany oceánů a prostřednictvím organizace Reef Check chrání kalifornské útesy.
Je také velmi dobrým přítelem nedávno vysloužilého australského ragbisty, Andrewa Johnse.

## Kariéra

### Statistiky
- vítězství na WCT: 43
- světové tituly: 11

15. září 2007 překonal dlouhotrvající rekord Toma Currena v počtu vítězství na závodech WCT (bylo jich 33) v Lowers Trestles na závodě Boost Mobile Pro

### Historie vítězství
```
..2013 Volkom Fiji Pro-Gold (Tavarua Fiji)
```

2010

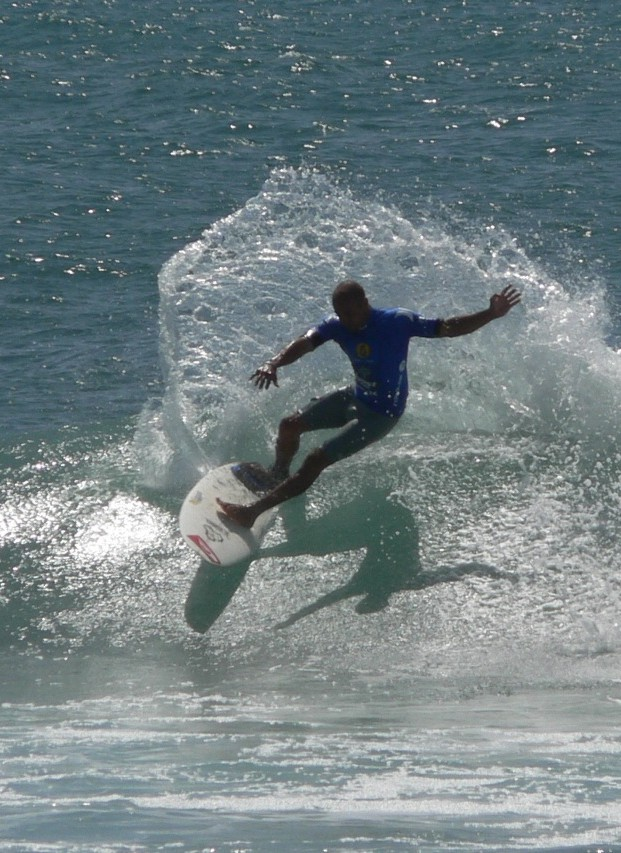
Kelly Slater v akci v Trestles

- Rip Curl Pro (Bells Beach, Austrálie)

2009
- Hang Loose Santa Catarina Pro ( Santa Catarina, Brazílie)

2008
- Quiksilver Pro ("Snapper Rocks" – Gold Coast, Austrálie)

2007
- The Boost Mobile Pro (Trestles, Kalifornie)

2006
- Quiksilver Pro (Gold Coast, Austrálie)
- Rip Curl Pro (Bells Beach, Austrálie)

2005
- Billabong Pro (Teahupoo, Tahiti)
- The Globe WCT (Fiji)
- Billabong Pro (Jižní Afrika)
- The Boost Mobile Pro (Trestles, Kalifornie)

2004
- Snickers Australian Open (QS)
- Energy Australia Open (QS)

2003
- Billabong Pro (Teahupoo, Tahiti)
- Billabong Pro (Jižní Afrika)
- Billabong Pro (Mundaka, Španělsko)
- Nova Schin Festival (Brazílie)

2002
- The Quiksilver in Memory of Eddie Aikau (Specialty-Hawaii)

2000
- Gotcha Tahiti Pro presented by Globe (Tahiti)

1999
- Mountain Dew Pipe Masters (Hawaii)

1997
- Coke Surf Classic (Austrálie)
- Billabong Pro (Austrálie)
- Tokushima Pro (Japonsko)
- Marui Pro (Japonsko)
- Kaiser Summer Surf WCT (Brazílie)
- Grand Slam (Specialty-Austrálie)
- Typhoon Lagoon Surf Challenge (Specialty-USA)

1996
- Coke Surf Classic (Austrálie)
- Rip Curl Pro Saint Leu (Island)
- CSI pres. Billabong Pro (Jižní Afrika)
- U.S. Open (Kalifornie)
- Rip Curl Pro Hossegor (Francie)
- Quiksilver Surfmasters (Francie)
- Chiemsee Pipe Masters (Hawaii)
- Sud Ouest Trophee (Specialty-Francie)
- Da Hui Backdoor Shootout (Specialty-Hawaii)

1995
- Quiksilver Pro (Indonésie)
- Chiemsee Pipe Masters (Hawaii)
- Triple Crown of Surfing (Specialty-Hawaii)

1994
- Rip Curl Pro (Austrálie)
- Gotcha Lacanau Pro (Francie)
- Chiemsee Pipe Masters (Hawaii)
- The Bud Surf Tour (WQS-USA)
- The Bud Surf Tour (WQS-USA)
- Sud Ouest Trophee (Specialty-Francie)

1993
- Marui Pro (Japonsko)

1992
- Rip Curl Pro Landes (Francie)
- Marui Masters (Hawaii)

1990
- Body Glove Surfbout Trestles (Kalifornie)

## Filmografie

### Filmy
"Surf's Up", 2007 hraje sám sebe
"The Ocean", 2008

### Televize
Baywatch, 10 epizod